# Лорка (замок)

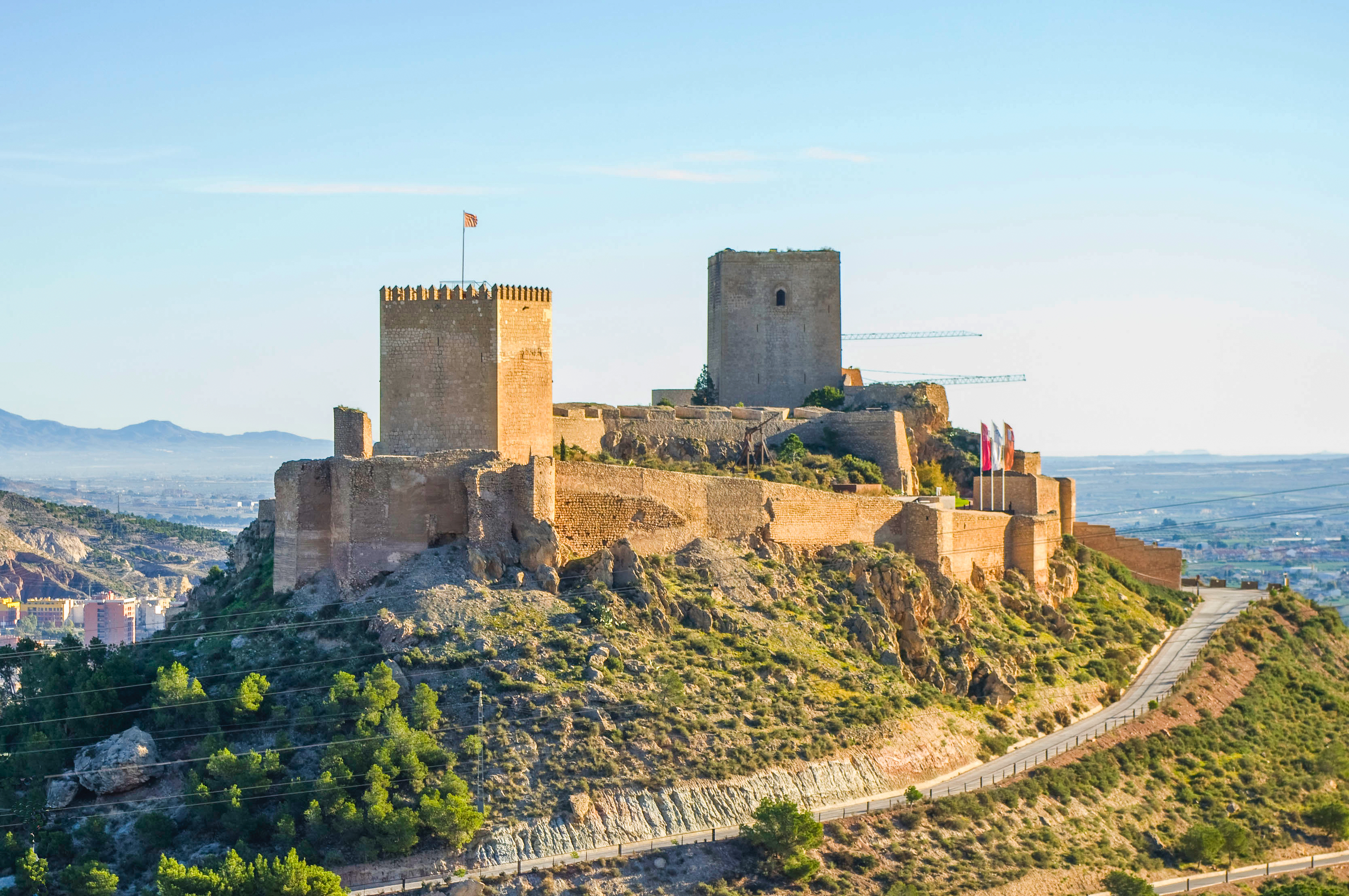
Замок Лорка

Замок Лорка (исп. Castillo de Lorca) — средневековый замок в городе Лорка (провинция Мурсия).
Замок представляет собой защитное сооружение, построенное в IX—XV вв. В период Реконкисты являлся стратегической точкой на юго-востоке Пиренейского полуострова. Его размеры — 640 м на 120 м, что делает замок одним из крупнейших в провинции.
Археологические раскопки показали, что место замка было заселённым ещё во времена неолита. Примерно с IX века здесь было укрепление мусульман. Крепость долгое время считалась неприступной, но в 1244 году войска Дона Альфонса, ставшего через несколько лет королём Альфонсо X, захватили её. В течение двух с половиной столетий замок служил защитным сооружением христиан и наблюдательным пунктом в борьбе с Гранадским эмиратом.
4 июня 1931 года замок Лорка стал национальным памятником Испании, также включён в список мест культурного интереса. Для туристов на его территории проходят средневековые инсценировки.
Во время землетрясения 2011 года стены замка были повреждены.